# Vela-Supernova
Die Vela-Supernova war eine nahegelegene  Sternenexplosion, die sich vor einigen tausend Jahren etwa 290 Parsec entfernt im südlichen Sternbild Segel des Schiffs, lateinisch Vela, ereignet hat. Bei dieser Supernova ist aus dem Kern des Vorgängersterns ein intensiv strahlender Neutronenstern entstanden, der Vela-Pulsar. Die bei der Explosion abgestoßenen Gase bilden den seitdem expandierenden wolkenförmigen Vela-Nebel oder Vela-Supernovaüberrest, dessen Ausdehnung mittlerweile auf rund 40 Parsec angewachsen ist. Er überlappt sich scheinbar mit dem Supernovaüberrest Puppis A, welcher aber viermal weiter entfernt ist, und mit dem ebenfalls weiter entfernten, 1998 entdeckten RX J0852.0-4622 („Vela Jr.“). Tatsächlich gehört die Vela-Supernova zu den der Erde am nächsten gelegenen Supernovae – nur die vielfach ältere Supernova, aus der der Geminga-Pulsar entstanden ist, liegt wahrscheinlich noch etwas näher.
Aufgrund ihrer Nähe zur Erde und ihres vergleichsweise geringen Alters und der sich daraus ergebenden Eigenschaften ist die Vela-Supernova seit ihrer Entdeckung um 1960 Gegenstand vieler wissenschaftlicher Untersuchungen und Erkenntnisse. So belegte der wenige Jahre später gefundene Vela-Pulsar erstmals direkt, dass Pulsare rotierende Neutronensterne sind – der Vela-Pulsar rotiert mit etwas mehr als 11 Umdrehungen pro Sekunde – und durch eine Supernova entstehen. Zusammen mit den Analysen am Krebsnebel konnte zudem gezeigt werden, dass die Pulsare ein starkes, gegen die Rotationsachse geneigtes mitrotierendes Magnetfeld aufweisen und dadurch hervorgerufene, ebenfalls mitrotierende Strahlungskegel – die mit jeder Umdrehung des Pulsars dann als sich wiederholender Strahlungspuls beobachtet werden. Die Energie der Strahlung stammt aus der Rotation, die sich dadurch langsam abbremst. Neben diesem gleichmäßigen Abbremsen zeigten Folgeuntersuchungen am Vela-Pulsar dann erstmals gelegentliche Sprünge in der Rotationsfrequenz von Pulsaren, sogenannte „Glitches“. Ihre genauere Untersuchung ergab Hinweise über den inneren Aufbau des Pulsars. Auch viele andere Untersuchungen konnten erstmalig oder nur an Vela-Pulsar oder -Nebel durchgeführt werden, da sie aufgrund ihrer Nähe zu den hellsten Himmelsobjekten im Radio-, Röntgen- und Gammastrahlungsbereich gehören und detailliert beobachtet werden können. Beispiele sind Bildsequenzen eines den Pulsar umgebenden Pulsarwindnebels im Röntgenbereich mit einer zeitlichen Veränderung des Jets oder die Detektion hochenergetischer Photonen mit der rund 10-billionenfachen Energie derer des sichtbaren Lichts. Die so möglichen Analysen der Pulsformen in nahezu jedem zugänglichen Bereich der elektromagnetischen Strahlung sind richtungsweisend für das Verständnis der Pulsarumgebung.
Besondere Erkenntnisse aus der Forschung wurden populärwissenschaftlich aufgegriffen, darunter die Überlegungen, ob die Vela-Supernova einen Einfluss auf die Erde hatte, wann sie gesehen wurde und ob es Überlieferungen dazu gibt. Detaillierte Aufnahmen des Nebels und Aufzeichnungen der Pulsformen des Pulsars inspirierten darüber hinaus Werke der Bildenden Kunst und Musik und wurden darin als Thema ausgestaltet; als intensive Strahlungsquelle wird der Pulsar in der Science-Fiction zudem literarisch verwendet.

## Entdeckung und Erforschung

### Supernovaüberrest

Hochaufgelöste Aufnahme einiger Filamente mithilfe von Spektralfilter für SII (grün), OIII (blau), Hα und NII (rot) des Víctor M. Blanco Telescope zeigt in Falschfarben Verteilung und Stoßfronten der ionisierten Gase.

Im Sternbild Vela fand bereits im Jahr 1835 John Herschel bei seiner Durchmusterung des Südhimmels einen filamentartigen Nebel, den Bleistiftnebel. In dessen Umgebung entdeckten 1926 Philibert Jacques Melotte und Knut Lundmark auf den empfindlicheren Fotografien einer Anfang des 20. Jahrhunderts durchgeführten Himmelsdurchmusterung eine Vielzahl Nebelstreifen, die zusammen einen etwa ovalen, am Firmament scheinbar 7 Quadratgrad großen Nebel bildeten. Bei der eingehenderen Untersuchung unter Verwendung von Hα-Filtern zum Hervorheben bestimmter Nebel fand Colin Stanley Gum im Jahr 1955 dann viele weitere Filamente in diesem Bereich und katalogisierte diese gemeinsam als „large … object of unusual type“ Stromlo 16, alternativ als Gum 16 bezeichnet.
Radioastronomisch entdeckte Henry Rishbeth im Jahr 1958 an dieser Stelle drei Quellen, deren Strahlung nicht von einer Wärmequelle herrühren konnte, und notierte sie als Vela-X, Vela-Y und Vela-Z. Diesen drei Quellen ordnete Iossif Samuilowitsch Schklowski 1960 dann einen gemeinsamen Ursprung aus einem Supernovaüberrest zu, und klassifizierte die Supernova als Typ II. Die Einordnung als Supernovaüberrest teilten kurz darauf Robert Woodrow Wilson und John Gatenby Bolton und stützten sie zusätzlich auf die Ähnlichkeit des Nebels mit dem Supernovaüberrest Simeis 147. Douglas K. Milne bestätigte im Jahr 1968 die Klassifikation durch weitere radioastronomische Untersuchungen und zusätzlich an zwei Filamenten durch optische Spektroskopie. Er konnte dabei auch das filamentartige Erscheinungsbild durch sich aufheizende, dadurch ionisierte und leuchtende Stoßfronten der Gase der Supernova erklären, da die Stoßfronten von der Seite gesehen im Profil dichter und heller erscheinen.
In ersten röntgenastronomischen Beobachtungen, die nur außerhalb der Erdatmosphäre möglich sind, konnte Anfang der 1970er Jahre durch Höhenforschungsraketen mit einfachem Strahlungsdetektor aus Zählrohr und Kollimator eine großflächige Röntgenstrahlung aus dem Supernovaüberrest festgestellt werden. Es handelt sich um eine der stärksten Quellen für weiche Röntgenstrahlung am Himmel. Mit dem Anfang der 1990er Jahre gestarteten, abbildenden und wesentlich empfindlicheren Weltraum-Röntgenteleskop ROSAT gelang es dann, die Größe des Überrestes der Vela-Supernova erstmals ganz zu erfassen, die Kontur sichtbar zu machen und ihre Winkelausdehnung mit 8,3° zu bestimmen. Unter Berücksichtigung der Entfernung entspricht die Winkelausdehnung einem Durchmesser von rund 40 Parsec oder 130 Lichtjahren.

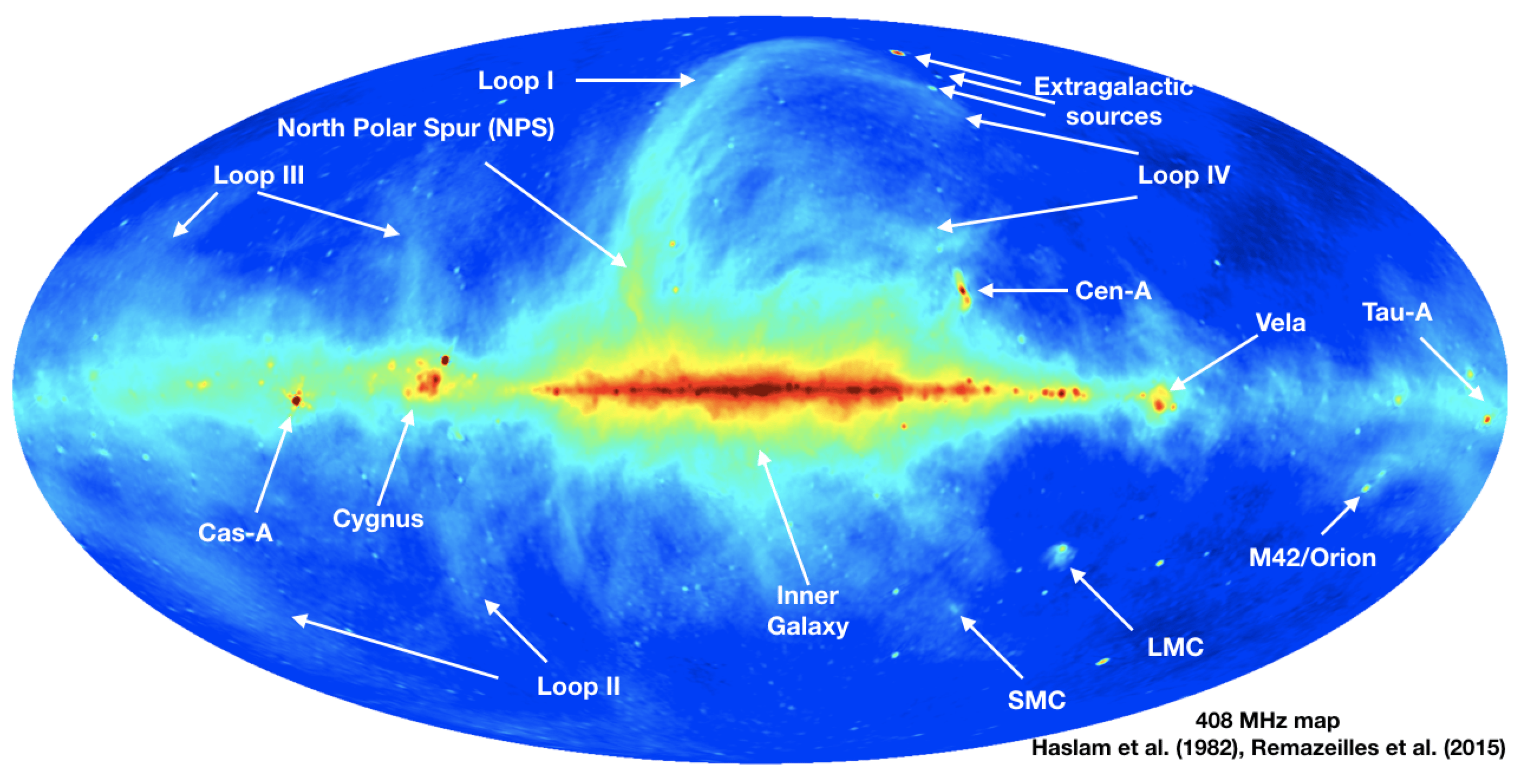
Eine radioastronomische Himmelsdurchmusterung zeigt prominent den Vela-Supernovaüberrest.
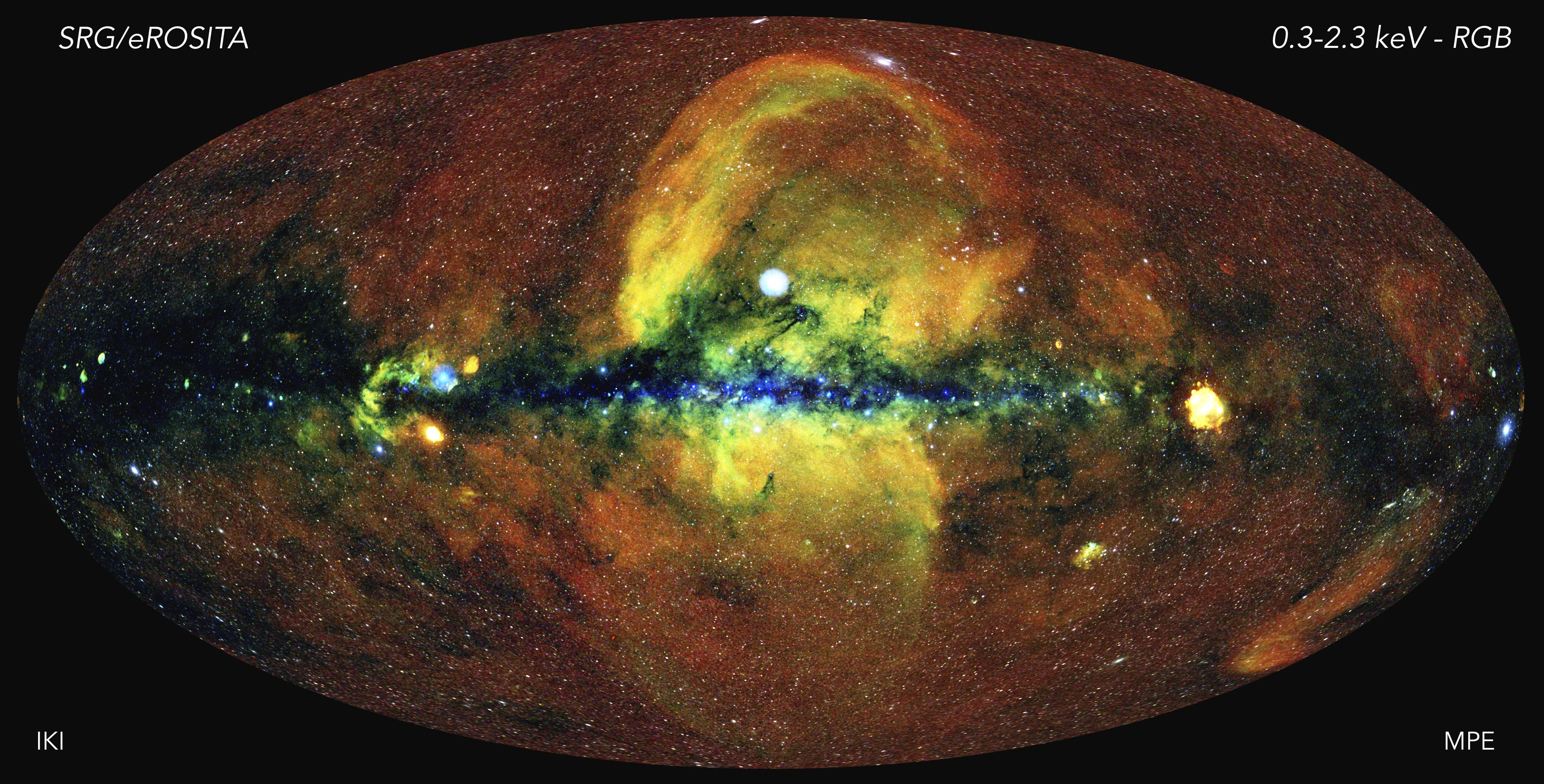
Röntgenaufnahme des gesamten Himmels mittels des Satellitenobservatoriums eROSITA: Der Vela-Supernovaüberrest sticht halbrechts hervor.

### Pulsar
Der Vela-Pulsar wurde 1968 von Astronomen der University of Sydney radioastronomisch mit dem Molonglo Cross Telescope entdeckt und als stellarer Rest der Vela-Supernova gedeutet. Diese Beobachtung trug mit einer festgestellten Pulsperiode des Pulsars von 89 Millisekunden ganz wesentlich zu dem sich damals gerade entwickelnden Verständnis von Pulsaren bei: Sie war der erste direkte Hinweis auf einen rotierenden Neutronenstern als Resultat einer Supernova, alternative Erklärungsversuche durch pulsierende Neutronensterne oder pulsierende weiße Zwerge wurden unwahrscheinlich. Kurz darauf konnte man ähnlich wie beim Krebsnebel auch eine Zunahme der Rotationsperiode von 3,90 µs pro Jahr bestimmen und das Modell des Pulsars mit enormen Magnetfeldern bestätigen (für den Vela-Pulsar 2.5e12 Gauß oder 2.5e8 Tesla), die mit dem Neutronenstern mitrotieren und durch Abgabe von Energie an geladene Teilchen in der Umgebung die Rotation des Sterns abbremsen. Diese Teilchen sind im Wesentlichen Elektronen und Positronen, die durch die aus der Rotation übertragene Leistung auf sehr hohe Energien beschleunigt werden. Die abgegebene Leistung beträgt dabei insgesamt etwa 7e29 Watt oder knapp die 2.000-fache Leuchtkraft der Sonne.

Zeitlupe der 89 ms-Pulsperiode des Pulsars, erstellt mittels Fermi Gamma-ray Space Telescope, 2008

Das Pulsieren des Pulsars konnte Anfang der 1970er Jahre auch im Gamma-Bereich mithilfe einer ballongetragenen Funkenkammer bei Quantenenergien von 10–30 MeV und mithilfe des Small Astronomy Satellite 2 bei Energien von mehr als 35 MeV erfasst werden. Es zeigte sich bei letzterem eine Doppelpulsstruktur, wobei beide Pulsspitzen gegenüber dem Radioimpuls phasenversetzt waren. Optisch gelang die Beobachtung trotz der geringen scheinbaren Helligkeit erstmals Ende der 1970er Jahre mithilfe des 3,9 Meter durchmessenden Anglo-Australian Telescope. Auch im Röntgenbereich wurden in dieser Zeit Indizien für das Pulsieren gesehen, die sich aber so in der Folge zunächst nicht bestätigten, auch nicht unter Verwendung des vielfach empfindlicheren, bereits mit einem Wolter-Teleskop ausgestatteten Satelliten Einstein Observatory. Erst mit dem nochmals leistungsfähigeren ROSAT konnte im Jahr 1992 das Pulsieren im Röntgenbereich festgestellt werden, etwa zeitgleich mit der Beobachtung im höherenergetischen Grenzbereich zwischen Röntgen- und Gammastrahlung mithilfe des Satelliten Compton Gamma Ray Observatory. Nachfolgende Beobachtungen mit anderen Weltraumteleskopen zeigten die jeweiligen Pulsformen in weiteren Energiebändern, eingesetzt wurden der Rossi X-ray Timing Explorer, das Chandra X-ray Observatory, das XMM-Newton und, im nahen Ultraviolett, das Hubble-Weltraumteleskop. Für Energien bis 300 GeV gelang die Aufzeichnung durch das im Jahr 2008 gestartete Fermi Gamma-ray Space Telescope, wobei man feststellte, dass der Pulsar in diesem Energiebereich eines der hellsten Objekte am Firmament ist. Für nochmals höhere Energien im TeV-Bereich konnte man die Pulsform im Jahr 2022 mithilfe der abbildenden Tscherenkow-Teleskope H.E.S.S. aufzeichnen, im Bereich der Millimeterwellen 2019 mithilfe des Atacama Large Millimeter/submillimeter Array – erstmals für einen Pulsar. Ein Vergleich der unterschiedlichen Pulsformen in den verschiedenen Energiebereichen gibt Aufschluss über die Abläufe in dem Pulsar. Nur im nahen und mittleren Infrarot gelangen mit dem Very Large Telescope 2003 und dem Spitzer-Weltraumteleskop 2011 zwar Beobachtungen, jedoch noch ohne die Pulsform aufzuzeigen.

Vela-Pulsar mit Pulsarwind-Nebel und Jet: Die sich wiederholende Sequenz von 8 Aufnahmen durch das Chandra-Weltraumteleskop aus dem Jahr 2010 zeigt die Dynamik der Helixstruktur des Jets.

Das Spektrum des Pulsars entspricht dem eines thermischen schwarzen Strahlers mit einer Temperatur von 850.000 bis 1.000.000 Kelvin; er ist von einem Pulsarwind-Nebel umgeben, bildet einen Jet aus und weist eine etwa 1° groß erscheinende, als „cocoon“ (deutsch: „Kokon“) bezeichnete Struktur auf, wie Untersuchungen der Röntgenstrahlung 1995 mit ROSAT und später dem Chandra-Weltraumteleskop zeigten. Der Jet hat eine über die Zeit sich verändernde helixförmige Struktur, die möglicherweise durch eine Präzession des Pulsars in einem Zeitraum von etwa 100 Tagen hervorgerufen wird.
Um 2006 konnten mithilfe der Tscherenkow-Teleskope H.E.S.S. – erstmals bei einem kosmischen Objekt – von der Vela-Supernova Gammaquanten sehr hoher Photonenenergie von 20 TeV nachgewiesen werden und dort dem als „cocoon“ bezeichneten Bereich zugeordnet werden. Mit Nachfolgeuntersuchungen unter Verwendung des weiterentwickelnden H.E.S.S. II und mit dem Satelliten-Röntgenobservatorium Suzaku konnte ermittelt werden, dass die Energien bis 100 TeV reichen. Auf der Basis, dass die Photonen ihre Energie von den hochenergetischen Elektronen erhalten und der Übertragungsmechanismus die inverse Compton-Streuung ist, konnte diese Untersuchung dann ableiten, dass eine Erklärung für den „cocoon“ die Interaktion der rücklaufenden Stoßwelle des Supernovaüberrestes mit dem Pulsarwind-Nebel ist. Computersimulationen zeigen diese zeitliche Entwicklung von der Supernova bis zur Gegenwart und damit das Zustandekommen der jetzigen Gestalt.

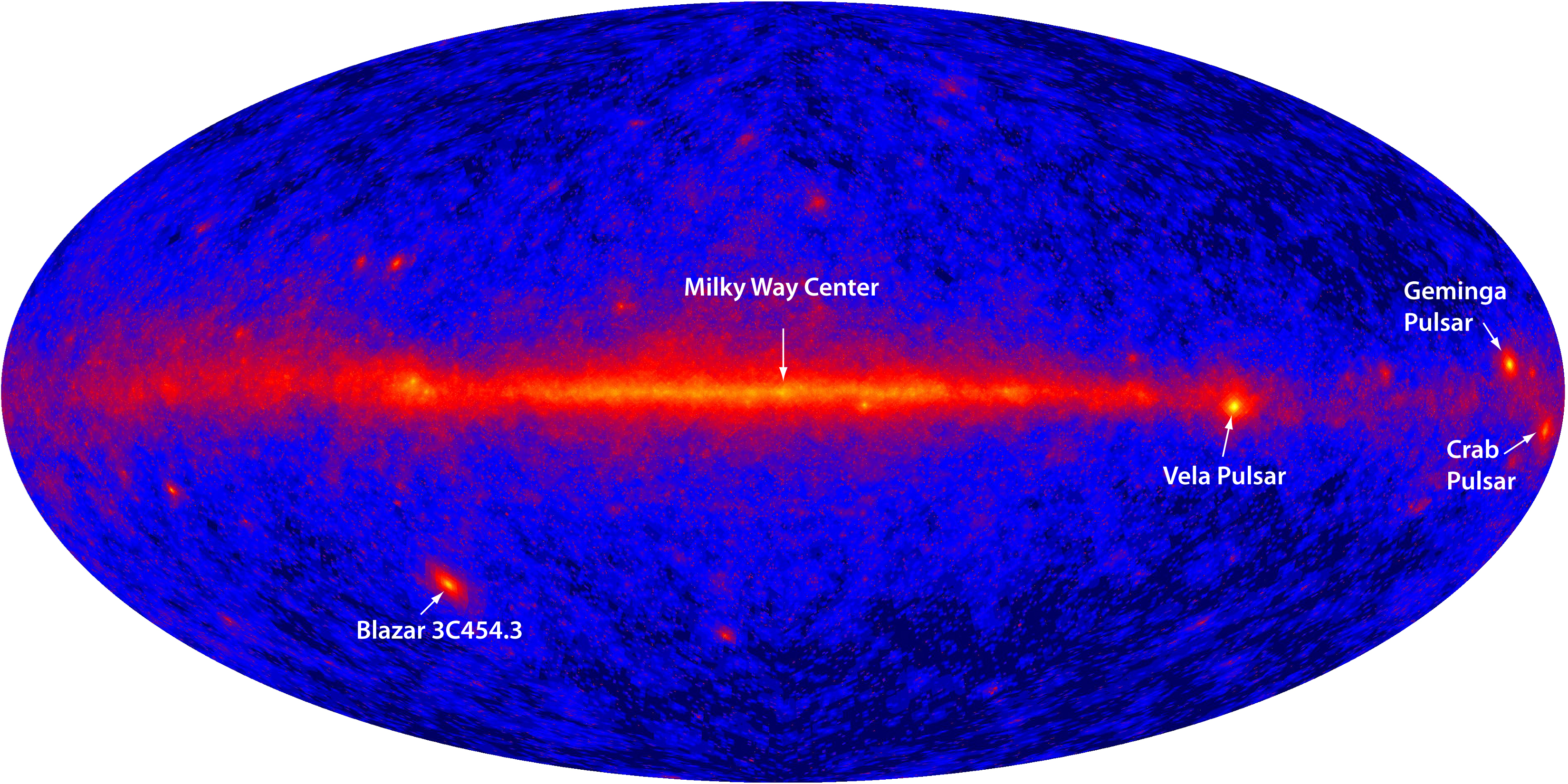
Himmelsdurchmusterung mithilfe des Fermi Gamma-ray Space Telescope: Markant halbrechts der Vela-Pulsar

### Entfernung
Eine erste Entfernungsabschätzung von Gum mit 250 Parsec, gestützt auf die naheliegenden Sterne γ Velorum und ζ Puppis, übernahm Rishbeth unter der Überlegung, dass die Nebelregionen zusammengehören müssen. Nachfolgend verglich im Jahr 1962 Daniel E. Harris verschiedene andere Ansätze zur Entfernungsbestimmung und ermittelte dabei anhand des Erscheinungsbilds eine Entfernung von 700 Parsec sowie 460 Parsec und 1040 Parsec nach zwei Methoden von Iossif Samuilowitsch Schklowski, die auf Radiointensitäten beruhen. Milne folgte im Jahr 1968 den Überlegungen von Harris teilweise und berechnete Entfernungen von 375, 500 und 540 Parsec. Allerdings zeigte sich in der Folgezeit, dass diese Entfernungen zu unplausiblen Resultaten bei der Altersbestimmung, bei der Pulsarbewegung und bei der Gesamtenergie des Supernovaüberrestes führten: Entfernungen von 250 oder 290 Parsec wären hier passender. Mehrere Entfernungsmessungen um das Jahr 2000 ergaben dann, dass die zuvor angenommene Entfernung von etwa 500 Parsec tatsächlich zu hoch war, wobei die genaueste Messung durch die Bezugnahme auf den Pulsar gelang:
- Spektroskopische Untersuchungen des Vela-Nebels ergaben im Jahr 1999 einen Wert von 250 ±30 Parsec.[50]
- Parallaxenmessungen des Pulsars mit dem Hubble-Weltraumteleskop ergaben im Jahr 2001 einen Wert von 294 +76−50 Parsec.[51]
- Radioastronomische Parallaxenmessungen des Pulsars durch Very Long Baseline Interferometry mittels des australischen Long Baseline Array ergaben im Jahr 2003 einen Wert von 287 +19−17 Parsec.[3]

### Alter
Aus der Rotationsdauer des Pulsars und deren Zunahme wurde Ende der 1960er Jahre der Zeitpunkt der Supernova zurückgerechnet und so ein Alter von etwa 10.000 Jahren, kurz darauf genauer und häufig zitiert von 11.400 Jahren bestimmt. In den 1970er Jahren wurde verschiedentlich nach Modellen der Nebelexpansion von Iossif Samuilowitsch Schklowski und von Leonid Iwanowitsch Sedow unter Verwendung der Flächenhelligkeit des Nebels ein Alter von anfangs 30.000 bis 50.000 Jahren berechnet, später 13.000 bis 18.000 Jahren. Auch das aus dem Pulsar ermittelte Alter wurde mit Korrekturfaktoren versehen, die sich aus dem bekannten Alter des Krebsnebels ergeben, und so ein Alter von 5.000 bis 8.000 Jahre ermittelt.
Anhand der mittels ROSAT erfassten Kontur des Supernovaüberrestes konnte deren Zentrum bestimmt werden, an dem die Supernova stattgefunden haben muss. Durch Teilen der Strecke (ca. 15 Bogenminuten) vom Zentrum zur jetzigen Position des Pulsars durch seine Geschwindigkeit (als Eigenbewegung wurde 0,049 Bogensekunden pro Jahr zugrunde gelegt), ergibt sich der Zeitpunkt der Supernova vor 18.000 ± 9.000 Jahren. In der Analyse aus dem Jahr 1995 wird dies einer Altersabschätzung aus der  typischen Ausdehnungsgeschwindigkeit eines Supernovaüberrestes zu seiner Ausdehnung gegenübergestellt und abgeleitet, dass sie bei diesem Alter höchstens 400 ± 200 Parsec entfernt ist. Die der Analyse zugrundeliegende Eigenbewegung des Neutronensterns wurde im Rahmen der Parallaxen-Entfernungsmessung einige Jahre später etwas abweichend und präziser mit 0,058 Bogensekunden pro Jahr bestimmt.
Aufgrund der beobachteten Glitches des Pulsars – nach dem ersten 1969 wurde alle etwa 3–4 Jahre ein weiterer aufgezeichnet – folgerte man 1996 eine langsamere Zunahme der Rotationsdauer und damit ein Alter von 22.000–29.000 Jahren, was kurz darauf von einem anderen Autor als die einzige zuverlässige Abschätzung angesehen wurde. Mit einem verbesserten Ansatz konnte im Jahr 2017 die Verlangsamung der Rotation des Pulsars genauer berechnet und das Alter fundierter bestimmt werden. Die Rechnung ergab ein Alter von 30.000–35.000 Jahren als Obergrenze. Insgesamt spricht die Analyse für ein höheres Alter als die 11.400 Jahre des einfachen Modells.
Eine Übersicht aus dem Jahr 2021 vergleicht die verschiedenen Methoden und stellt aktuelle Werte vor, wobei sie davon nur das „kinematic age“ für zuverlässig („reliable“) hält, da die anderen Modelle größere und teils unbekannte Fehler enthalten und leicht um einen Faktor von 4 abweichen können:
- Anhand der Röntgenemission des Nebels kann ein „plasma age“ durch Spektroskopie bestimmt werden, sofern die Supernova nicht mehr als etwa 10.000 Jahre zurückliegt. Für die Vela-Supernova ergeben sich hier 3.470 ± 190 Jahre.
- Modellrechnungen ergeben ein „dynamic age“ von 9.500 ± 2.500 Jahren für das Verhältnis von Ausdehnung und Ausdehnungsgeschwindigkeit des Supernovaüberrestes.
- Das „kinematic age (neutron star)“, das Alter aus Position des Nebelzentrums, Position des Pulsars und Eigenbewegung des Pulsars berechnet man nun mit 19.000 ± 11.000 Jahre.

Diese Altersangaben beziehen sich auf Beobachtungsdaten. Für das tatsächliche Alter ist noch die durch die Lichtgeschwindigkeit entfernungsbedingte Signallaufzeit von etwa 936 Jahren zu addieren.

### Masse des Nebels, Vorgängersterns und Pulsars
Eine erste Abschätzung der Masse erfolgte durch Milne im Jahr 1968. Er ermittelte als Massenobergrenze mit der damals angenommenen Entfernung von 500 Parsec für zwei Filamente jeweils 1 Sonnenmasse und daraus für den Vela-Nebel insgesamt eine Massenobergrenze von 30 Sonnenmassen.
Eine Massenabschätzung des Vorgängersterns anhand der Größe einer Blase, die durch seinen Sternwind geschaffen wird und deren Größe von der Masse des Sterns abhängt, fand 2013 statt und ergab 21 ± 3 Sonnenmassen. Mit einem weiteren Ansatz, anhand der umgebenden, wahrscheinlich gemeinsam entstandenen Sternpopulation, wurde 2022 das Alter und damit dann die Masse des Vorgängersterns auf 8–10 Sonnenmassen geschätzt.
Der Vela-Pulsar weist im Vergleich zu den meisten anderen Pulsaren besonders ausgeprägte Glitches auf, die einen genaueren Aufschluss über Masse, Aufbau und Masseverteilung im Inneren des Pulsars erlauben. Bei einem Glitch des Vela-Pulsars erfolgt eine sprunghafte Zunahme der Rotationsfrequenzen um etwas mehr als ein Millionstel und anschließend eine allmähliche Rückkehr zur ursprünglichen Frequenz, vermutlich verursacht durch Kopplungen von Wirbeln des superfluiden Inneren der Neutronensterne. 
Dieses Modell ergibt für den Vela-Pulsar eine Massenobergrenze von 1,5 Sonnenmassen und einen Erwartungswert von 1,3 Sonnenmassen. Mit anderen Analysen der Glitches ergaben sich für den Neutronenstern 1,51 ± 0,04 Sonnenmassen.
Nach neuerer Forschung zeigen sie zudem über die Betrachtung dabei vermuteter seismischer Wellen die Masseverteilung innerhalb durch Hinweise für einen den Pulsar umgebenden Ozean mit einer Tiefe von 30 Meter, eine darunter liegende feste Kruste mit einer Dicke von 860 Meter und einen supraleitenden Kern mit Durchmesser von 21,6 km. Die Dichte des flüssigen, aus Ionen und Elektronen bestehenden Ozeans beträgt an der Oberfläche 103 g/cm3, Dichte und Temperatur steigen darin mit zunehmender Tiefe, wobei die Temperatur ab einer Dichte von 106 g/cm3 bei etwa  100 Millionen Kelvin bleibt. Die Kruste beginnt ab einer Dichte von 108 g/cm3 und die Dichte des Kerns liegt im Bereich von 1014−1015 g/cm3, wie es für Neutronensterne typisch ist.

## Beobachtbarkeit

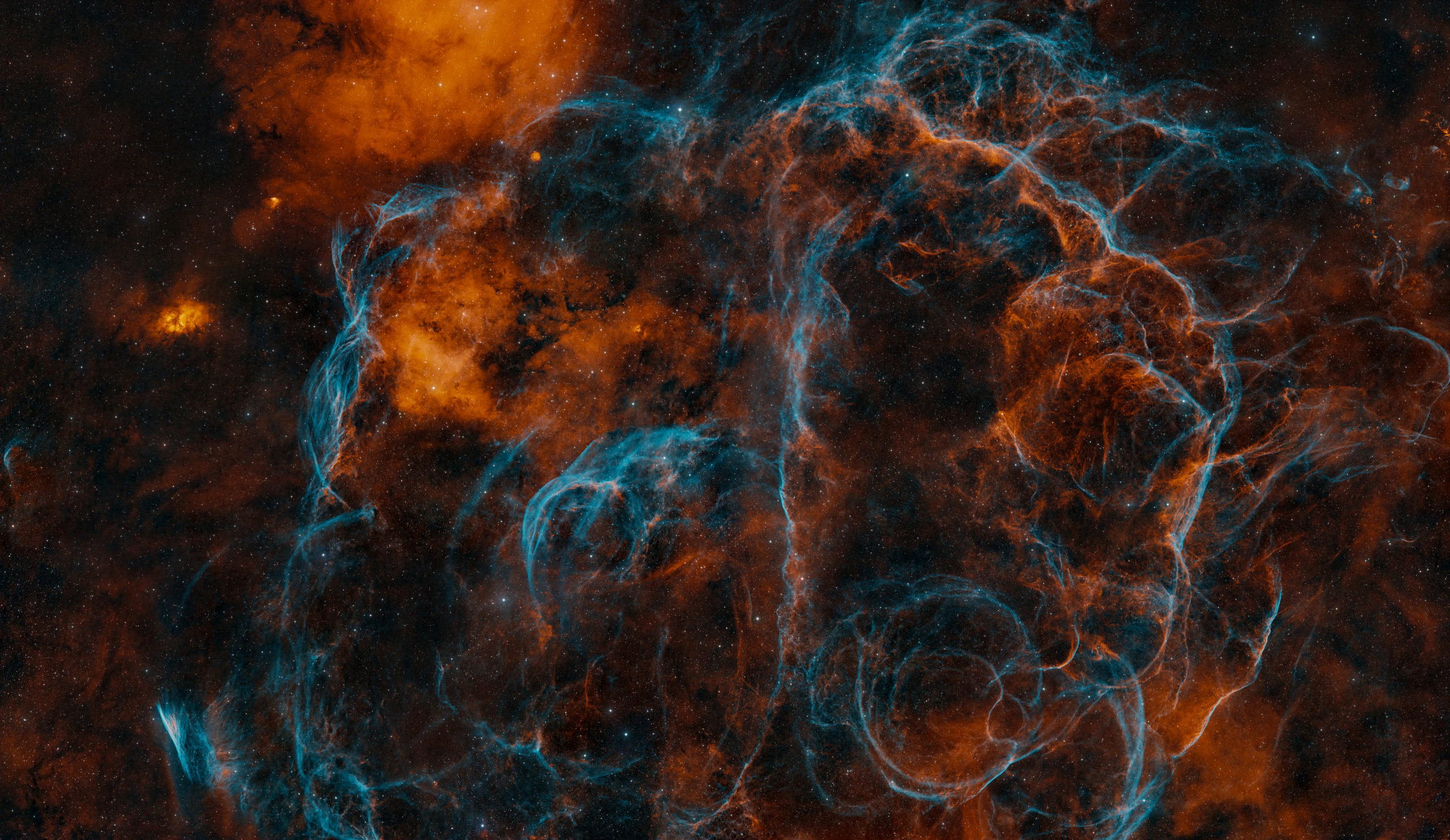
Amateurastronomisches Panoramabild, 9° diagonaler Bildwinkel, erstellt in Australien mit OIII- und Hα-Filter als Mosaik aus 12 Teilen mit einer Gesamtbelichtungszeit von 195 Stunden. Links unten ist der Bleistiftnebel zu sehen.

Die südliche Himmelsregion der Vela-Supernova ist von Deutschland aus nicht beobachtbar. Ausgezeichnete amateurastronomische Aufnahmen des Supernovaüberrestes gelingen beispielsweise aus Australien oder Namibia mit einem Astrographen oder einem üblichen Teleobjektiv unter Verwendung eines CCD-Sensors als empfindlichem Bildaufnehmer, von OIII- und Hα-Filtern zur Hervorhebung des Leuchtens der ionisierten Gase und langen Belichtungszeiten von 12 Stunden und mehr. Der hellste Teil des Supernovaüberrestes, der Bleistiftnebel, kann auch durch ein Okular mit einem üblichen Teleskop gesehen werden, falls wenig Störlicht den Nachthimmel beeinträchtigt.

## Rezeption

### Kunst
Die besonderen über die Vela-Supernova gewonnenen Erkenntnisse wurden in Werken der Kunst in verschiedenen Formen aufgenommen. Die Röntgenaufnahme des Supernovaüberrestes verwendete der Grafiker Benjamin Blase als Bildmotiv im Briefmarken-Jahrgang 1999 der Bundesrepublik Deutschland. Musikalisch wandelte der Komponist Gérard Grisey die Emission des Pulsars in einen Klang um und schuf damit das Stück Le noir de l'étoile (1989–90) für Perkussionsinstrumente; ein weiteres Werk stammt von Caiê Perez und Gabriel Penteado, trägt  den Namen „Vela Pulsar“ und nimmt klanglich Bezug zu diesem. Literarisch wird der Pulsar in Werken des Science-Fiction aufgegriffen: Er gilt darin als  „die stärkste Quelle todbringender Strahlung in der gesamten Galaxis“ oder weist ein besonderes „Spektralprofil“ auf, welches angreifende Wesen fernhält.

### Populärwissenschaftliche Berichte – Hypothesen über Effekte und Artefakte
In sumerischen Schriften gibt es Stellen, die mit einer Beobachtung der Vela-Supernova in Zusammenhang gebracht wurden, wie die Tageszeitung New York Times im Jahre 1978 berichtete. Diesem Zusammenhang widerspricht die Frankfurter Allgemeine Zeitung gestützt auf Analysen von Duane Hamacher, nach denen die Supernova nicht vor 6.000 Jahren, sondern vor mehr als 10.000 Jahren zu sehen gewesen wäre (die jüngere Supernova Puppis A vor 3.700 Jahren in der gleichen Himmelsregion sei eher denkbar, wenngleich sie nur die Helligkeit des Sterns Sirius erreicht haben dürfte); der ebenfalls vermutete Bezug der Vela-Supernova zu Petroglyphen in Bolivien hält gleichermaßen seiner Nachprüfung nicht stand. Auch das Nachrichtenmagazin Der Spiegel datiert in einem Bericht über ROSAT die Vela-Supernova zu Zeiten der Cro-Magnon-Menschen.
Hamacher tritt an anderer Stelle einer Spekulation entgegen, nach der die Erde vor 11.500 Jahren von Materie der Vela-Supernova getroffen wurde, da diese Materie die Erde erst in vielen tausend Jahren erreichen könne; nach anderen Analysen könnte jedoch die Röntgen- und Gammastrahlung der Supernova einen 10.790 v. Chr. datierten anomalen 14C-Anstieg in der Erdatmosphäre erklären und eine kurze Abkühlung des Erdklimas bewirkt haben, die allerdings nach neueren Erkenntnissen  geringer ausfällt als anfänglich angenommen.